# Christopher (Illinois)
Christopher es una ciudad ubicada en el condado de Franklin en el estado estadounidense de Illinois. En el Censo de 2020 tenía una población de 2,697 habitantes y una densidad poblacional de 646.89 personas por km².

## Geografía
Christopher se encuentra ubicada en las coordenadas 37°58′15″N 89°3′11″O / 37.97083, -89.05306. Según la Oficina del Censo de los Estados Unidos, Christopher tiene una superficie total de 4.111 km², de la cual 4.09 km² corresponden a tierra firme y (0.38%) 0.02 km² es agua.

## Demografía
Según el censo de 2010, había 2382 personas residiendo en Christopher. La densidad de población era de 580,25 hab./km². De los 2382 habitantes, Christopher estaba compuesto por el 98.03% blancos, el 0.42% eran afroamericanos, el 0.21% eran amerindios, el 0.178% eran asiáticos, el 0% eran isleños del Pacífico, el 0.38% eran de otras razas y el 0.8% pertenecían a dos o más razas. Del total de la población el 1.43% eran hispanos o latinos de cualquier raza.